# Titularbistum Moxori
Moxori (italienisch: Mossori) ist ein Titularbistum der römisch-katholischen Kirche.
Die in Nordafrika gelegene Stadt war ein alter römischer Bischofssitz, der im 7. Jahrhundert mit der islamischen Expansion unterging. Er lag in der römischen Provinz Numidien.
| Titularbischöfe von Moxori |                                                    |                                 |                 |                 |
| Nr.                        | Name                                               | Amt                             | von             | bis             |
| 1                          | Michel Callens MAfr Titularerzbischof pro hac vice | Prälat von Tunis (Tunesien)     | 9. Januar 1965  | 19. August 1990 |
| 2                          | Daniel Adwok                                       | Weihbischof in Khartoum (Sudan) | 6. Oktober 1992 |                 |